# Фторид калію
Флуори́д ка́лію, фтори́д ка́лію — сіль сильного лугу гідроксиду калію і середньої за силою флуоридної кислоти

## Властивості

### Фізичні властивості
Фторид калію — це безбарвні кубічні кристали. Має кристалічну ґратку назразок NaCl. Одна із цікавих властивостей — це діамагнітність сполуки. Погано розчиняється в спирті.

### Хімічні властивості
З хімічного погляду фторид калію типова іонна сіль. В лабораторії за допомогою фториду калію отримують фтороводень: 
2KF + H2SO4 → 2HF↑ + K2SO4

## Отримання
Проста реакція нейтралізаці між гідроксидом калію і флуоридною кислотою:
KOH + HF → KF + H2O
Отримання через кислу сіль (гідрофлуорид калію) з подальшим її розкладанням:
K2CO3 + 4HF → 2KHF2 + CO2↑ + H2O: KHF2 → KF + HF↑